# تیپ ۳۷۷ پیاده مشهد

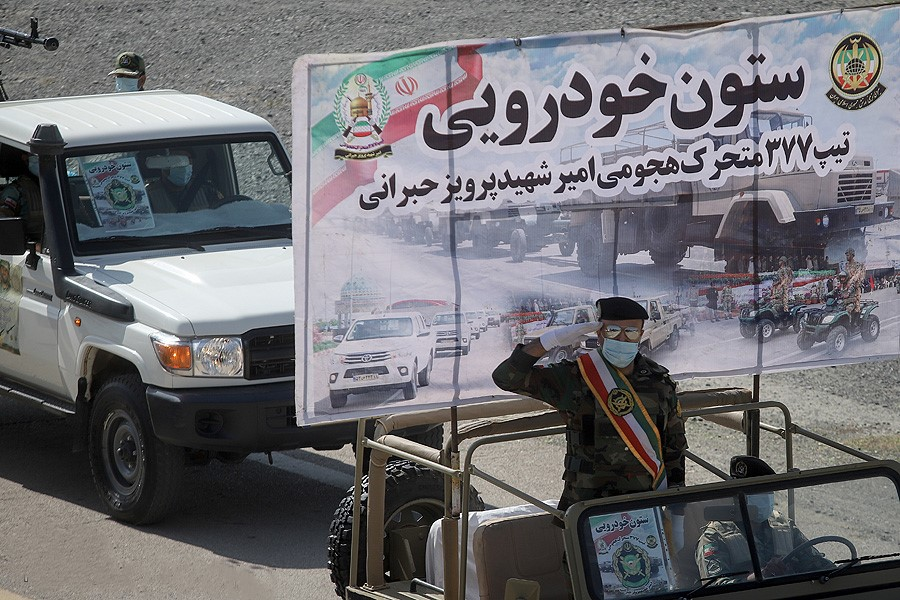
رژه ستون خودرویی تیپ ۳۷۷ در مشهد، سال ۱۴۰۰ روز ارتش

تیپ ۳۷۷ پیاده مشهد یا تیپ ۳۷۷ متحرک هجومی از تیپ‌های پیاده‌نظام نیروی زمینی ارتش جمهوری اسلامی ایران و زیرمجموعه لشکر ۷۷ پیاده خراسان است، که پادگان و ستاد فرماندهی آن در شهر مشهد، استان خراسان رضوی مستقر می‌باشد. تیپ ۳۷۷ پیاده مشهد در خلال جنگ ایران و عراق، از یگان‌های عمل‌کننده ارتش جمهوری اسلامی ایران و تحت امر لشکر ۷۷ پیاده خراسان بود و در طول جنگ ۲۰۳۳ کشته، ۸۰۲۵ مجروح و ۴۲۶۲ اسیر داد. هم‌اکنون سرتیپ دوم رضا جعفرزاده فرماندهی تیپ ۳۷۷ پیاده مشهد را برعهده دارد.